# Acromia striolata
Acromia striolata är en stekelart som först beskrevs av Cameron 1907.  Acromia striolata ingår i släktet Acromia och familjen brokparasitsteklar. Inga underarter finns listade i Catalogue of Life.